# Trichocossus arvensis
Trichocossus arvensis is een vlinder uit de familie zakjesdragers (Psychidae). De wetenschappelijke naam van deze soort is voor het eerst geldig gepubliceerd in 1917 door Janse.